# 白景富
白景富（1945年5月—），河北丰润人。中华人民共和国政治人物。
白景富毕业于吉林大学法律系。1982年，担任七台河市公安局局长。1985年，升任中共黑龙江省政法委书记。1988年，任黑龙江省公安厅厅长。1991年8月，任中华人民共和国公安部副部长、副总警监警衔。2005年3月，任公安部常务副部长
2008年，担任中共十七届中央委员，全国人大常委会委员、全国人大内务司法委员会副主任委员。